# Observatori de raigs gamma Compton
L'Observatori de raigs gamma Compton (en anglès: Compton Gamma Ray Observatory, CGRO) va ser el segon dels Grans Observatoris de la NASA, després del telescopi espacial Hubble. Va ser llançat el 5 d'abril de 1991 a bord de la llançadora espacial Atlantis. El nom d'aquest observatori és un homenatge al físic nord-americà Arthur Holly Compton, guanyador del Premi Nobel pel seu treball en el camp de la física dels raigs gamma.
Va ser la major càrrega destinada a l'astrofísica que havia volat en aquell temps. Després de superar amb escreix el temps de vida que se li suposava (quatre anys) va fallar un dels seus giroscopis, pel qual cosa la NASA es va veure obligada a estavellar-lo controladament sobre l'oceà Pacífic. El CGRO va cremar-se a l'atmosfera el 4 de juny del 2000.
La missió del CGRO era estudiar les radiacions més energètiques de l'espectre electromagnètic entre 20 keV i 30 GeV, per la qual cosa disposava dels següents instruments, ordenats de menor a major energia coberta en l'espectre:
- Burst And Transient Source Experiment (BATSE)
- Oriented Scintillation Spectrometer Experiment (OSSE)
- Imaging Compton Telescope (COMPTEL)
- Energetic Gamma Ray Experiment Telescope (EGRET)

Un dels grans èxits del CGRO va ser el descobriment de fonts de raigs gamma a la Terra, relacionades amb núvols de tempesta.